# Gliese 876 b
Gliese 876 b est une exoplanète en orbite autour de Gliese 876, une naine rouge située à environ 15,3 années-lumière (4,69 pc) du Soleil, dans la constellation du Verseau. Un système planétaire à quatre corps a été détecté autour de cette étoile par la méthode des vitesses radiales :
| Planète                            | Masse (MJ)      | Demi-grand axe (UA)     | Période orbitale (d) | Excentricité       |
| ---------------------------------- | --------------- | ----------------------- | -------------------- | ------------------ |
|                                    |                 |                         |                      |                    |
| Gliese 876 d                       | 0,021 ± 0,001   | 0,02080665 ± 1,5 × 10-7 | 1,93778 ± 2 × 10-5   | 0,207 ± 0,055      |
| Gliese 876 c                       | 0,7142 ± 0,0039 | 0,12959 ± 2,4 × 10-5    | 30,0881 ± 0,0082     | 0,25591 ± 3 × 10-5 |
| Gliese 876 b                       | 2,2756 ± 0,0045 | 0,208317 ± 2 × 105      | 61,1166 ± 0,0086     | 0,0324 ± 0,0013    |
| Gliese 876 e                       | 0,046 ± 0,005   | 0,3343 ± 0,0013         | 124,26 ± 0,7         | 0,055 ± 0,012      |
|                                    |                 |                         |                      |                    |
| Système planétaire de Gliese 876,. |                 |                         |                      |                    |

Gliese 876 b boucle en 61 jours une orbite peu excentrique dont le demi-grand axe vaut environ 0,21 UA. Elle présente une résonance orbitale 4:2:1 dite « de Laplace » avec Gliese 876 c et Gliese 876 e, à l'instar des satellites Io, Europe et Ganymède de Jupiter. Comme Gliese 876 c, elle orbiterait au sein de la zone habitable de son étoile parente ; ceci pourrait théoriquement permettre à d'éventuels satellites naturels de présenter en surface des conditions habitables, cependant la proximité de l'étoile et la résonance de Laplace avec les planètes voisines ne permettraient pas à des satellites suffisamment massifs de demeurer sur des orbites stables autour de cette planète sur de très longues périodes de temps, et il n'est d'ailleurs pas certain que des satellites suffisamment massifs puissent même se former autour de telles planètes.
La résonance orbitale avec les planètes voisines a permis d'évaluer la masse de Gliese 876 b aux environs de 2,28 MJ. Il s'agirait par conséquent d'une géante gazeuse, appartenant peut-être à la classe III de la classification de Sudarsky.

## Désignation
Gliese 876 b a été sélectionnée par l'Union astronomique internationale (IAU) pour la procédure NameExoWorlds, consultation publique préalable au choix de la désignation définitive de 305 exoplanètes découvertes avant le 31 décembre 2008 et réparties entre 260 systèmes planétaires hébergeant d'une à cinq planètes. La procédure, qui a débuté en juillet 2014, s'achèvera en août 2015, par l'annonce des résultats, lors d'une cérémonie publique, dans le cadre de la XIXe Assemblée générale de l'IAU qui se tiendra à Honolulu (Hawaï).